# St. Francisville
St. Francisville es una ciudad ubicada en el condado de Lawrence en el estado estadounidense de Illinois. En el Censo de 2010 tenía una población de 697 habitantes y una densidad poblacional de 345,02 personas por km².

## Geografía
St. Francisville se encuentra ubicada en las coordenadas 38°35′31″N 87°38′51″O / 38.59194, -87.64750. Según la Oficina del Censo de los Estados Unidos, St. Francisville tiene una superficie total de 2.02 km², de la cual 1.93 km² corresponden a tierra firme y (4.36%) 0.09 km² es agua.

## Demografía
Según el censo de 2010, había 697 personas residiendo en St. Francisville. La densidad de población era de 345,02 hab./km². De los 697 habitantes, St. Francisville estaba compuesto por el 96.99% blancos, el 0.43% eran afroamericanos, el 0.29% eran amerindios, el 0% eran asiáticos, el 0% eran isleños del Pacífico, el 0.29% eran de otras razas y el 2.01% pertenecían a dos o más razas. Del total de la población el 1.15% eran hispanos o latinos de cualquier raza.